# Wackerhagen (Adelsgeschlecht)

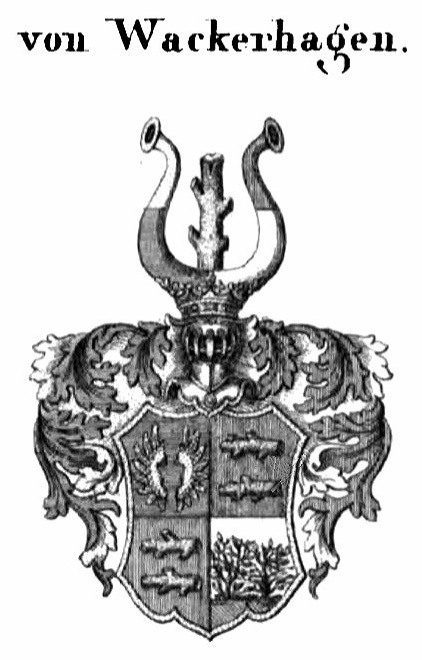
Wappen derer von Wackerhagen

Wackerhagen ist der Name eines deutschen Adelsgeschlechtes. 

## Geschichte
Der Kaiser erhob den anhalt-dessauischen Oberforstmeister Bernhard Friedrich von Wackerhagen am 12. Juli 1734 in den deutschen Reichsadel und der König von Preußen verlieh dem preußischen Geheimen Kriegsrat und Landrentmeister Georg August Christian Wackerhagen in Halberstadt am 13. Oktober 1763 nach Beendigung des Siebenjährigen Krieges den preußischen Adelstitel. Beide erhielten das gleiche Adelswappen, welches auf dem Wappen der bürgerlichen Familie Wackerhagen basiert (vgl. die fotografische Darstellung im Artikel Wackerhagen).

## Wappen
Das Wappen wird wie folgt blasoniert: Schild geviert: 1 in Blau zwei goldene Adlersflügel; 2 und 3 in Rot zwei quer gelegte, dreimal geastete goldene Stämme und in 4 in Silber auf grünem Boden zwei dürre Dornbüsche. Auf dem bekrönten Helm mit rechts blau-goldenen, links rot-silbernen Helmdecken einer der geasteten Baumstämme senkrecht zwischen zwei Büffelhörnern, das rechte golden-blau, das linke rot-silbern geteilt.

## Bekannte Familienmitglieder
- Bernhard Friedrich von Wackerhagen (1694–1747), anhalt-dessauischer Oberforstmeister
- Georg August Christian von Wackerhagen (1703–1771), preußischer Geheimer Kriegsrat und Landrentmeister in Halberstadt, 1757 bis 1758 unter dem französischen Marschall Richelieu als Geisel verschleppt
  - Katharina Friederike Wilhelmina von Wackerhagen (* 8. März 1745; † 22. März 1770 in Berlin), Tochter des Vorigen und Ehefrau von Viktor Amadeus Henckel von Donnersmarck